# Aleksiej Korniew
Aleksiej Nikołajewicz Korniew, ros. Алексей Николаевич Корнев (ur. 20 grudnia 1976 w Wiaznikach) – rosyjski szachista, arcymistrz od 2004 roku.

## Kariera szachowa
Pierwsze znaczące wyniki w karierze odniósł w 2001 r., dwukrotnie dzieląc II miejsca w otwartych turniejach w Petersburgu (memoriał Michaiła Czigorina, za Michaiłem Kobaliją, wspólnie z Władimirem Biełowem i Andriejem Ryczagowem) oraz w Tuli (memoriał Aleksandra Kotowa, za Andriejem Charłowem, wspólnie z m.in. Jewgienijem Pigusowem, Konstantinem Czernyszowem i Walerijem Łoginowem). W 2002 r. podzielił I miejsca w kolejnych turniejach open, rozegranych w Petersburgu (memoriał Aleksandra Pietrowa, wspólnie z Jewgienijem Aleksiejewem, Ołeksandrem Areszczenko i Denisem Jewsiejewem) oraz w Tuli (memoriał Aleksieja Suetina, wspólnie z m.in. Wiktorem Kuprejczykiem). W 2003 r. zwyciężył w Kałudze, jak również wypełnił trzy normy arcymistrzowskie, podczas finału indywidualnych mistrzostw Rosji w Krasnojarsku oraz na turniejach w Petersburgu (dz. III m.) i Sierpuchowie (I m.). W 2004 r. podzielił II m. (za Farruchem Amonatowem, wspólnie z Igorem Glekiem) we Włodzimierzu, w 2005 r. ponownie podzielił II m. we Włodzimierzu (za Denis Chismatullinem, wspólnie z m.in. Giennadijem Tunikiem i Andrijem Zontachem), w 2006 r. zwyciężył w Lipiecku (wspólnie z Konstantinem Czernyszowem i Dmitrijem Andriejkinem oraz zajął I m. we Włodzimierzu, natomiast w 2007 r. po raz kolejny odniósł sukces w tym mieście, dzieląc II miejsce (za Iwanem Popowem, wspólnie z m.in. Eduardem Andriejewem i Giennadijem Tunikiem). W 2009 r. zwyciężył w Gagarinie.
Najwyższy ranking w karierze osiągnął 1 stycznia 2004 r., z wynikiem 2582 punktów zajmował wówczas 35. miejsce wśród rosyjskich szachistów.